# Sköllersta
Sköllersta è un'area urbana della Svezia situata nel comune di Hallsberg, contea di Halland.
La popolazione rilevata nel censimento 2010 era di 1 131 abitanti .